# Santa Maria (Pangasinan)
Santa Maria è una municipalità di quarta classe delle Filippine, situata nella Provincia di Pangasinan, nella regione di Ilocos.
Santa Maria è formata da 23 baranggay:
- Bal-loy
- Bantog
- Caboluan
- Cal-litang
- Capandanan
- Cauplasan
- Dalayap
- Libsong
- Namagbagan
- Paitan
- Pataquid
- Pilar

- Poblacion East
- Poblacion West
- Pugot
- Samon
- San Alejandro
- San Mariano
- San Pablo
- San Patricio
- San Vicente
- Santa Cruz
- Santa Rosa